# 陈贞豫夫妇墓
陈贞豫夫妇墓，位于中国广东省湛江市遂溪县遂城镇陈村，为遂溪县的一个县级文物保护单位，类型为古墓葬，公布时间为1995年4月17日。
陈贞豫夫妇墓的历史年代为明代。